# Кравець Людмила Степанівна
Кравець Людмила Степанівна (нар. 7 лютого 1923 — пом. 23 травня 2015) — українка, Герой Радянського Союзу (1945), у роки німецько-радянської війни санітарний інструктор 63-го гвардійського стрілецького полку 23-ї гвардійської стрілецької дивізії 3-ї ударної армії 1-го Білоруського фронту, гвардії старший сержант. Єдина жінка 23-ї гвардійської стрілецької дивізії, яка отримала звання Героя Радянського Союзу.

## Життєпис
Людмила Кравець народилася 7 лютого 1923 року в селі Кушугум Олександрівського повіту Катеринославської губернії УРСР (нині — смт у Запорізькому районі Запорізької області) в родині залізничника. Після закінчення семирічки вступила до Запорізької дворічної медичної школи, яку закінчила у червні 1941 року.
До лав РСЧА призвана 2 липня 1941 року Хортицьким РВК Запорізької області. Разом з Бердянським евакошпиталем евакуювалась до Омська. Тричі подавала начальнику шпиталю рапорти з вимогою направити на фронт і, врешті, направлена до 282-ї Сибірської стрілецької дивізії. У січні 1942 року санітарний інструктор 874-го стрілецького полку 282-ї стрілецької дивізії Людмила Кравець прибула на Північно-Західний фронт. Лише за період з 7 по 20 січня 1943 року в боях під Ленінградом винесла з поля бою 64 поранених солдатів і офіцерів з їх особистою зброєю. 14 березня 1943 року, коли батальйон торф'яними болотами йшов на штурм Старої Русси, сама була важко поранена внаслідок вибуху авіабомби отримала поранення обох ніг і правої руки з пошкодженням кісток, а також важку контузію. Завдяки виключній майстерності начальника ППХГ-4336 лікаря-хірурга М. Л. Дунаєвського вдалося врятувати ноги від ампутації внаслідок газової гангрени. Після одужання направлена до запасного полку, а звідти, у квітні 1944 року, — санінструктором стрілецької роти 68-го гвардійського стрілецького полку 23-ї гвардійської стрілецької дивізії. Згодом переведена до 63-го гвардійського стрілецького полку тієї ж дивізії. Брала участь у боях в Білорусі, країнах Балтії, Польщі та Німеччині.
Особливо санінструктор 1-ї стрілецької роти 1-го стрілецького батальйону 63-го гвардійського стрілецького полку 23-ї гвардійської стрілецької дивізії гвардії старший сержант Людмила Кравець відзначилась під час боїв на підступах до Берліна. 16 квітня 1945 року полк з Кюстринського плацдарму після потужної артилерійської підготовки розпочав наступ. Надвечір, поблизу залізничного полотна біля станції Зітцинг, зустріли організований спротив супротивника й були змушені закріпився на зайнятих позиціях. В ніч на 17 квітня 1945 року нічною атакою 1-ша рота, що йшла попереду намагалась захопити насип при підтримці танків Т-34. Німці, освітлючи місцевість, зустріли щільним вогнем протитанкової артилерії, внаслідок чого один з танків був підпалений. Рятуючи екіпаж, Людмила Кравець сама отримала поранення, але поле бою не залишила. Рота була змушеня залягти, командир роти вибув зі строю. Враховуючи загрозу зриву поставленого завдання, гвардії старший сержант Людмила Кравець перебрала командування ротою на себе, повела бійців у бій, вибила німців з траншей і оволоділа станцією Зітцинг.
Під час вуличних боїв у Берліні отримала п'яте поранення. Перемогу зустріла в медсанбаті.
У 1946 році за станом здоров'я звільнена в запас. Тривалий час мешкала в Запоріжжі.

## Нагороди
Указом Президії Верховної Ради СРСР від 31 травня 1945 року за зразкове виконання бойових завдань командування на фронті боротьби з німецькими загарбниками та виявлені при цьому відвагу і героїзм, гвардії старшому сержантові Кравець Людмилі Степанівні присвоєне звання Героя Радянського Союзу з врученням ордена Леніна і медалі «Золота Зірка» (№ 6740).
Нагороджена радянськими орденом Вітчизняної війни 1-го ступеня (11.03.1985), трьома орденами Червоної Зірки (01.10.1943, 15.09.1944, 07.02.1945), українським орденом Богдана Хмельницького 3-го ступеня (14.10.1999) та численними медалями.